# Гончаров, Пётр Фролович
Пётр Фролович Гончаров (1921—2001) — старшина Рабоче-крестьянской Красной Армии, участник Великой Отечественной войны, Герой Советского Союза (1945).

## Биография
Пётр Гончаров родился 12 июля 1921 года в деревне Бизюково (ныне — Дорогобужский район Смоленской области) в крестьянской семье. Окончил четыре класса школы. Рано остался без отца, работал сначала в колхозе, затем шофёром на заводе резиновых изделий на станции Баковка Одинцовского района Московской области. В 1940 году Гончаров был призван на службу в Рабоче-крестьянскую Красную Армию. С июня 1941 года — на фронтах Великой Отечественной войны. Участвовал в обороне Ленинграда, защищал северо-восточные подступы к городу, затем принимал участие в прорыве блокады Ленинграда в районе Синявино. К июню 1944 года старший сержант Пётр Гончаров командовал отделением пулемётной роты 946-го стрелкового полка 142-й стрелковой дивизии 23-й армии Ленинградского фронта. Отличился во время Выборгско-Петрозаводской операции.
9 июля 1944 года Гончаров, несмотря на массированный вражеский огонь, одним из первых переправился через реку Вуокса, вместе со своим отделением атаковал группу финских пехотинцев, засевших в доме и мешавших продвижению батальона, и уничтожил их. Противник три раза предпринимал контратаки против позиций отделения, но всякий раз был вынужден отступать. Когда на правом фланге батальона противнику удалось вклиниться в боевые порядки, Гончаров во главе группы спас из блиндажа в тылу противника двух тяжело раненных офицеров.
При возвращении получил ранение, но остался в строю и принял участие в отражении ещё трёх немецких контратак. Когда финские войска предприняли психическую атаку, Гончаров уничтожил около 120 солдат и офицеров противника. В общей сложности в боях на плацдарме Гончаров лично уничтожил более 200 солдат и офицеров.
Указом Президиума Верховного Совета СССР от 24 марта 1945 года за «мужество, отвагу и героизм, проявленные в борьбе с немецкими захватчиками» старший сержант Пётр Гончаров был удостоен высокого звания Героя Советского Союза с вручением ордена Ленина и медали «Золотая Звезда» за номером 5540.
В дальнейшем Гончаров участвовал в Млавско-Эльбингской, Восточно-Померанской, Берлинской операциях. За время войны пять раз был ранен и два раза контужен. В 1945 году в звании старшины Гончаров был демобилизован. Проживал и работал в Москве. Умер 17 июля 2001 года, похоронен на кладбище «Ракитки» в Москве.

## Награды
Был также награждён двумя орденами Отечественной войны 1-й степени, двумя медалями «За боевые заслуги», медалями «За оборону Ленинграда», «За победу над Германией» другими медалями, а также польскими наградами.